# Atarba tungurahuensis
Atarba tungurahuensis är en tvåvingeart som beskrevs av Alexander 1946. Atarba tungurahuensis ingår i släktet Atarba och familjen småharkrankar.
Artens utbredningsområde är Ecuador. Inga underarter finns listade i Catalogue of Life.